# Петро Хельчицький
Петро Хельчицький (*1390 — †1460) — громадський та релігійний мислитель, письменник, перекладач Богемії, духовний батько чеських братів.

## Життєпис
Походив з дрібної шляхти південної Богемії, замолоду жив у батьківському маєтку. У 1419 році переїздить до Праги, де продовжує навчання, а згодом починає письменницьку діяльність. Був самоуком, добре знав латину, був дуже начитаний. Брав активну участь у релігійних подіях, підтримуючи гуситів. У 1421 році під час релігійного диспуту поміж Мікулашем Пéлжимовим та Яном Рокицаною підтримував першого. Втім Мікулаш Пéлжимов та Петро Хельчицький залишилися у меншості. Тому Хельчицький спочатку переїздить до Табору, а згодом до свого маєтку у Хельчику. Тут він став більш ґрунтовно займатися письменницькою справою, вдосконалював свої релігійні ідеї. У 1457 році у відповідність до ідей Хельчицького у Кунвальді було засновано «Спільноти братії». Помер Петро Хельчицький у Хельчику у 1460 році.

## Творчість
Усього у доробку Петра Хельчицького 56 творів. На нього великий вплив справили твори Томаша Штітного, Джона Вікліфа, Яна Гуса. Був одним з перших письменників пацифістів. Виступав з критикою феодального ладу та клерикалізму. В його творах помітний брак системної освіти. При цьому аналізував церковні догмати, безпосередньо Біблію. Головна ідеях більшості творів: лише первинні християни правильно розуміли приписи Ісуса Христа, викладали євангеліє. Усе, що пізніше додане до вчення та способу життя церкви, є вигадкою антихриста. Тому справжній християнин повинен вірно наслідувати Божим заповідям. запозиченим з біблії у тому вигляді, як розуміє його власний розум. Закликав відновити церкву апостольських часів. На думку Хельчицького, людина повинна відкинути церковні традиції, подальше ускладнення богослужіння та церковну ієрархію, бо все це — принципи римо-католицької церкви, яка вклоняється дияволу.
Також особа не повинна коритися законам, вдаватися до судів, водночас людина має заперечувати застосування сили та війни. Одним з головних принципів Хельчицького був неспротив злу. Водночас заперечував світську владу.
У своїх творах картав панівний клас за приниження та утиски селян, виступав за рівність усіх перед Богом.

## Праці
- O boji duchovním — «Духовна битва» (проти насильства й воєн)
- O trojím lidu — «Про трьох осіб» (засудження поділу на три стани, за рівність людей)
- O církvi — «Про церкви» (відношення до католицизму, гусизму)
- Řeč o základu zákonů lidských — про людські закони та поводження з ними
- Sieť viery pravé — «Невід віри правої» (трактат про істинні завдання релігії та церкви)
- Postilla — збірка проповідей.